# Отбор глупаци
„Отбор глупаци“ (на английски: Chain of Fools) е американска комедия от 2000 година на режисьорите Понтус Льовенхилм и Патрик фон Крусенщерна по сценарий на Бикс Скахил. Във филма участват Стийв Зан, Салма Хайек, Дейвид Крос, Илайджа Ууд и Джеф Голдблум.
Филмът е пуснат по кината на 22 септември 2000 г.

## Актьорски състав
| Роля          | Изпълнител        |
| ------------- | ----------------- |
| Креск         | Стийв Зан         |
| Колко         | Салма Хайек       |
| Авнет         | Джеф Голдблум     |
| Анди          | Дейвид Крос       |
| Майки         | Илайджа Ууд       |
| Болингсуърт   | Тим Уилкинсън     |
| Господин Кърн | Дейвид Хайд Пиърс |
| Поли          | Кевин Кориган     |
| Мис Кокоа     | Орландо Джоунс    |

## В България
В България филмът е издаден на VHS от Александра Видео на 5 декември 2001 г.
На 23 октомври 2011 г. е излъчен по Би Ти Ви Комеди с български войсоувър дублаж. Екипът се състои от:
| Озвучаващи артисти  | Ирина Маринова Вера Методиева Христо Чешмеджиев Светломир Радев Димитър Иванчев |
| Преводач            | Радостина Стойчева                                                              |
| Тонрежисьор         | Радослав Колев                                                                  |
| Режисьор на дублажа | Здрава Каменова                                                                 |